# Biafra
Die Republik Biafra war ein Staat, der 1967 unter Federführung der Volksgruppe der Igbo (veraltet Ibo) die Unabhängigkeit von Nigeria erklärte. Der Staat umfasste den südöstlichen Teil Nigerias einschließlich großer Erdölvorkommen im Nigerdelta und wurde von vier afrikanischen Staaten sowie von Haiti anerkannt. Im Zuge des Biafra-Krieges von 1967 bis 1970 wurde Biafra wieder in Nigeria eingegliedert. Die damals verhängte Hungerblockade prägte das Bild des Biafra-Kindes als Symbol für Unterernährung und machte insbesondere Kwashiorkor als eine häufige Mangelerkrankung bekannt.

## Geschichte
Der Name Biafra ist auf historischen Seefahrerkarten ab dem 16. Jahrhundert als Regionsname „Biafar“, nachweisbar.
Seit 1972 ist von Nigeria die „Bucht von Biafra“ in „Bucht von Bonny“ umbenannt, um nach dem Biafra-Krieg den Namen Biafra auszutilgen.

### „Militär-Putsch“ und Gegenputsch 1966
Bei einem Putsch junger Offiziere, von denen die meisten dem in seiner Mehrheit römisch-katholischen Volk der Igbo angehörten, wurde am 15. Januar 1966 der nigerianische Premierminister Abubakar Tafawa Balewa ermordet. Im Mai 1966 erließen die Putschisten eine Verfassungsänderung. Schon kurz darauf kam es jedoch zum Gegenputsch: Am 29. Juli 1966 wurde der Anführer der Militärregierung, Johnson Aguiyi-Ironsi, abgesetzt und ebenfalls ermordet.
Die Igbo waren hauptsächlich in der damaligen Ostregion (Eastern Region, Ostprovinz) Nigerias beheimatet, die zu jener Zeit 14 Millionen Einwohner zählte (bei einer damaligen Gesamtbevölkerung Nigerias von 55 bis 60 Millionen). Etwa 2,5 Millionen Igbo lebten in anderen Teilen des Landes. Im Zuge des Gegenputsches kam es im Norden von Nigeria durch die dort ansässigen muslimischen Volksgruppen der Hausa und Fulani zu Pogromen gegen die Igbo, bei denen bis Oktober 1966 rund 30.000 getötet wurden. 2 Millionen Igbo flohen in die Ostregion.

### Unabhängigkeitserklärung und Krieg 1967–1970

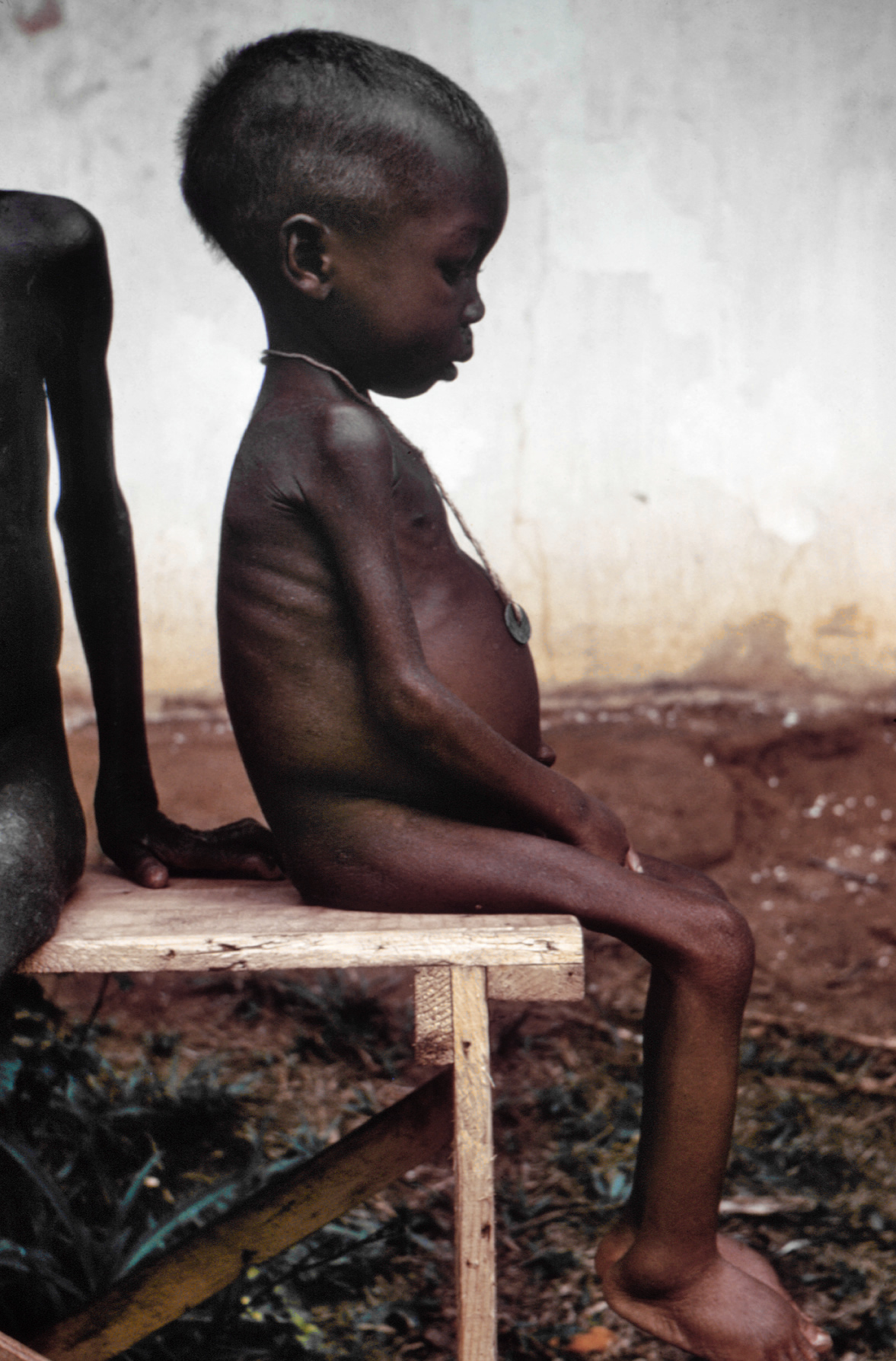
Hungerndes Kind mit Kwashiorkor und Marasmus im Biafra-Krieg

Biafranische Ein-Pfund-Banknote

Vor diesem Hintergrund erklärte Chukwuemeka Odumegwu Ojukwu, der Militärgouverneur der Ostregion Nigerias sowie spätere Oberbefehlshaber der Streitkräfte Biafras und selbst Igbo, am 30. Mai 1967 diesen Landesteil für unabhängig. Den Landesnamen der neuen Republik leitete er von der Bucht von Biafra ab, einem Teil des Golfs von Guinea. Hauptstadt Biafras wurde Enugu, wobei nach dessen Eroberung der Sitz von Verwaltung und Regierung nach Umuahia und schließlich nach Owerri verlegt wurde. Als Nationalhymne wählte man den Choralteil der Finlandia von Jean Sibelius mit dem auf die Flagge bezogenen Titel Land of the Rising Sun. Das Land hatte eine eigene Währung, das Biafra-Pfund.
Während die Igbo die Unabhängigkeitserklärung im Allgemeinen begrüßten, wurde sie von kleineren Volksgruppen in der Ostregion, insbesondere im Nigerdelta, eher abgelehnt, da diese befürchteten, in einem Igbo-dominierten Staat marginalisiert und unterdrückt zu werden.
Nur Tansania, Gabun, Zaire, die Elfenbeinküste und – als einziges nichtafrikanisches Land – Haiti erkannten Biafra als unabhängigen Staat an.
Am 6. Juli 1967 erfolgte der erste Angriff der nigerianischen Truppen, als sie den Fluss Niger bei der Stadt Asaba überschritten und in Biafra einfielen. Damit begann der Biafra-Krieg. Die Auseinandersetzungen hielten rund 30 Monate an und endeten im Januar 1970 mit der Kapitulation Biafras. Mindestens eine Million Menschen – manchen Schätzungen zufolge zwei Millionen oder mehr – kamen in dem Krieg um. Maßnahmen der nigerianischen Seite wie die Verhängung einer Blockade über Biafra, die zu verbreitetem Hunger unter der Zivilbevölkerung führte, sowie diverse Übergriffe gegen Igbo-Zivilisten werden zusammen mit den Massakern von 1966 teilweise als Völkermord an den Igbo eingestuft. Die Republik Biafra bestand bis zum 15. Januar 1970 und wurde nach dem Krieg schließlich wieder in Nigeria eingegliedert.

## Biafra heute
Das von Biafra beanspruchte Gebiet, die ehemalige Ostregion, ist heute auf die Bundesstaaten Abia, Akwa Ibom, Anambra, Bayelsa, Edo, Cross River, Ebonyi, Enugu, Delta, Imo und Rivers aufgeteilt.
Radio Biafra London, die Bilie Human Right Organisation und das Council of Indigeneous People of Biafra setzen sich für die Wiedereinsetzung des Staates ein. Des Weiteren kämpft die militante Untergrundorganisation Movement for the Actualization of the Sovereign State of Biafra (MASSOB, Bewegung für die Verwirklichung eines souveränen Staates Biafra) für die Unabhängigkeit Biafras.
Der Konflikt im Nigerdelta hält weiterhin an und wird durch die Ölkatastrophe im Nigerdelta, welche die Lebensgrundlage der einheimischen Bevölkerung existenziell bedroht, zunehmend verschärft. Die Ölkatastrophe geht maßgeblich auf das Agieren westlicher Energiekonzerne zurück, insbesondere Royal Dutch Shell. Im Jahr 2006 trat ein bis dahin unbekanntes, militantes Rebellenbündnis, die Bewegung für die Emanzipation des Nigerdeltas auf und konnte dem Shell-Konzern mehrere gewaltsam herbeigeführte Einschränkungen der Erdölförderung zufügen. Seit 2010 existiert die ebenfalls militante Niger Delta Liberation Force, welche mehrere Bombenanschläge auf Förderanlagen durchgeführt hat und in Gefechte mit nigerianischen Regierungstruppen verwickelt war.
Am 31. Juli 2020 trat die Unabhängigkeitsbewegung MASSOB in die Organisation der nichtrepräsentierten Nationen und Völker ein.

## Weitere Folgen
Im Sommer 1968 gründeten Tilman Zülch und Klaus Guercke in Hamburg die „Aktion Biafrahilfe“ mit Zweigstellen in weiteren deutschen Städten. 1970 wurde sie zur Gesellschaft für bedrohte Völker umstrukturiert. Die humanitäre Katastrophe in Biafra war darüber hinaus der Anlass für die Gründung der Ärzte ohne Grenzen.

## Literarische Verarbeitung des Biafra-Krieges
Mehr als einhundert Romane und Kurzgeschichten sind seit 1970 von nigerianischen Autoren zum Thema Biafra-Krieg veröffentlicht worden. Eine Auswahl:
- Chimamanda Ngozi Adichie: Die Hälfte der Sonne. Luchterhand, 2007. Roman vor dem Hintergrund des Biafra-Krieges.
- Wole Soyinka: Der Mann ist tot. Aufzeichnungen aus dem Gefängnis. 1987. Autobiographischer Roman über seine Inhaftierung aufgrund seines Einsatzes für eine friedliche Lösung des Biafra-Krieges.
- Chinua Achebe: Civil Peace. 1971. Kurzgeschichte über die Auswirkungen des Biafra-Krieges.
- Chinua Achebe: There was a Country. A Memoir. 2012.
- Buchi Emecheta: Destination Biafra. London 1981
- Ken Saro-Wiwa: Sozaboy. 1979. Antikriegsroman. Ein junger Afrikaner im Bürgerkrieg; voll naiver Lebenslust und Energie meldet er sich als Soldat und wird von der verwirrenden und schrecklichen Realität des Krieges überwältigt.

## Sachliteratur
- Frederick Forsyth: Biafra Story. Bericht über eine afrikanische Tragödie. aus dem Englischen von Ulrike Puttkamer. Piper, München 1976, ISBN 3-492-02244-8.
- Florian Hannig: Am Anfang war Biafra. Humanitäre Hilfe in den USA und der Bundesrepublik Deutschland. Verlag Campus, Frankfurt 2021, ISBN 978-3-593-51338-6.
- Christian Heidrich: Carlo Bayer. Ein Römer aus Schlesien und Pionier der Caritas Internationalis. Thorbecke, Sigmaringen 1992, insbesondere S. 237–316.
- Generäle hungern nie. Geschichte einer Hilfsaktion in Afrika. Zytglogge Verlag, 1983. ISBN 978-3729601659
- Alexander A. Madiebo: The Nigerian Revolution and the Biafran War. Fourth Dimension Publishing, Enugu 1980, ISBN 978-156-117-3.
- Marion Pape: Frauen schreiben Krieg. Die literarische Verarbeitung des nigerianischen Bürgerkrieges (PDF; 1,0 MB), (Diss.) Berlin 2006
- Republik Biafra (Hrsg.): Introducing the Republic of Biafra. Government of the Republic of Biafra, Enugu 1967 (online)
- Tilman Zülch: Biafra. Todesurteil für ein Volk? Lettner, Berlin 1969